# Аликун
Аликун (на испански: Alicún) е населено място и община в Испания. Намира се в провинция Алмерия, в състава на автономната област Андалусия. Общината влиза в състава на района (комарка) Алпухара Алмериенсе. Заема площ от 6 km². Населението му е 253 души (по данни от 2010 г.). Разстоянието до административния център на провинцията е 31 km.
За покровител на града се смята Сан Себастиян.

## Демография
| 1996 | 1998 | 1999 | 2000 | 2001 | 2002 | 2003 | 2004 | 2005 | 2006 |
| ---- | ---- | ---- | ---- | ---- | ---- | ---- | ---- | ---- | ---- |
| 249  | 245  | 241  | 236  | 235  | 235  | 242  | 247  | 253  | 258  |